# Epimeria tuberculata
Epimeria tuberculata is een vlokreeftensoort uit de familie van de Epimeriidae. De wetenschappelijke naam van de soort is voor het eerst geldig gepubliceerd in 1893 door G.O. Sars.